# شوگو-دایمیو
شوگودایمیو (به ژاپنی: 守護大名); به یک منصب ژاپنی در دوره موروماچی گفته می‌شود. شوگودایمیو اربابی است که نه تنها از نظر داشتن قدرت نظامی و امنیتی در مقامی بالا قرار دارد بلکه از نظر قدرت اقتصادی نیز بسیار غنی است و در یک منطقه به‌خصوص قدرت را در دست دارد. عنوان شوگودایمیو اختصاصاً به شوگو‌های دوره موروماچی گفته می‌شود. جهت افتراق به اربابان دوره سنگوکو،  که به آنها سنگوکودایمیو گفته می‌شود.